# 1971-es CONCACAF-bajnokság
Az 1971-es CONCACAF-bajnokság az Észak- és Közép-amerikai, valamint a Karib-térség labdarúgó-válogatottjainak kiírt ötödik labdarúgótorna volt, melyet 1971. november 20. és december 5. között rendeztek. Az eseményt Trinidad és Tobagóban rendezték, 6 nemzet válogatottjának részvételével. A bajnokságot Mexikó nyerte.

## Lebonyolítás
A hat csapat egy csoportot alkotott, ahol körmérkőzéseket játszottak. A csoport végeredménye lett egyben a torna végeredménye is.

## Selejtező

### 1. forduló
| 1971. szeptember 13. |

| Salvador | 3–2 | Nicaragua |
| -------- | --- | --------- |
|          |     |           |

| San Salvador, Salvador |

| 1971. szeptember 15. |

| Nicaragua | 0–1 | Salvador |
| --------- | --- | -------- |
|           |     |          |

| San Salvador, Salvador |

- Salvador 4–2-es összesítéssel jutott tovább.

| 1971. október 1. |

| Suriname | 4–1 | Guyana |
| -------- | --- | ------ |
|          |     |        |

| Paramaribo, Holland Guyana |

| 1971. október 4. |

| Guyana | 2–3 | Suriname |
| ------ | --- | -------- |
|        |     |          |

| Georgetown, Guyana |

- Holland Guyana 7–3-as összesítéssel jutott tovább.

| 1971. október 1. |

| Jamaica | 0–1 | Kuba |
| ------- | --- | ---- |
|         |     |      |

| Kingston, Jamaica |

| 1971. október 4. |

| Kuba | 0–0 | Jamaica |
| ---- | --- | ------- |
|      |     |         |

| Havanna, Kuba |

- Kuba 1–0-s összesítéssel jutott tovább.

| 1971. október 4. |

| Honduras | 1–0 | Guatemala |
| -------- | --- | --------- |
|          |     |           |

| Tegucigalpa, Honduras |

| 1971. október 7. |

| Guatemala | 1–1 | Honduras |
| --------- | --- | -------- |
|           |     |          |

| Guatemalaváros, Guatemala |

- Honduras 2–1-es összesítéssel jutott tovább.

 Curaçao visszalépett, ezért  Haiti játék nélkül továbbjutott.

### 2. forduló
| 1971. október 6. |

| Bermuda | 0–2 | Mexikó |
| ------- | --- | ------ |
|         |     |        |

| Hamilton, Bermuda |

| 1971. október 13. |

| Mexikó | 4–0 | Bermuda |
| ------ | --- | ------- |
|        |     |         |

| Mexikóváros, Mexikó |

- Mexikó 6–0-s összesítéssel jutott tovább.

 Salvador visszalépett, ezért  Honduras játék nélkül továbbjutott.
 Suriname visszalépett, ezért  Kuba és  Haiti játék nélkül továbbjutott.
 Costa Rica címvédőként,  Trinidad és Tobago házigazdaként automatikus résztvevője volt a tornának.

## Csoportkör
| Csapat             | M | Gy | D | V | G+ | G– | Gk | P |
| ------------------ | - | -- | - | - | -- | -- | -- | - |
| Mexikó             | 5 | 4  | 1 | 0 | 6  | 1  | +5 | 9 |
| Haiti              | 5 | 2  | 3 | 0 | 9  | 1  | +8 | 7 |
| Costa Rica         | 5 | 2  | 1 | 2 | 6  | 5  | +1 | 5 |
| Kuba               | 5 | 1  | 2 | 2 | 5  | 7  | –2 | 4 |
| Trinidad és Tobago | 5 | 1  | 2 | 2 | 6  | 12 | –6 | 4 |
| Honduras           | 5 | 0  | 1 | 4 | 5  | 11 | –6 | 1 |

| 1971. november 20. |

| Costa Rica | 3–0 | Kuba |
| ---------- | --- | ---- |
|            |     |      |

| Trinidad és Tobago |

| 1971. november 21. |

| Mexikó | 0–0 | Haiti |
| ------ | --- | ----- |
|        |     |       |

| Trinidad és Tobago |

| 1971. november 21. |

| Trinidad és Tobago | 1–1 | Honduras |
| ------------------ | --- | -------- |
|                    |     |          |

| Trinidad és Tobago |

| 1971. november 23. |

| Kuba | 3–1 | Honduras |
| ---- | --- | -------- |
|      |     |          |

| Trinidad és Tobago |

| 1971. november 24. |

| Haiti | 0–0 | Costa Rica |
| ----- | --- | ---------- |
|       |     |            |

| Trinidad és Tobago |

| 1971. november 26. |

| Trinidad és Tobago | 0–2 | Mexikó |
| ------------------ | --- | ------ |
|                    |     |        |

| Trinidad és Tobago |

| 1971. november 27. |

| Costa Rica | 2–1 | Honduras |
| ---------- | --- | -------- |
|            |     |          |

| Trinidad és Tobago |

| 1971. november 28. |

| Mexikó | 1–0 | Kuba |
| ------ | --- | ---- |
|        |     |      |

| Trinidad és Tobago |

| 1971. november 28. |

| Trinidad és Tobago | 0–6 | Haiti |
| ------------------ | --- | ----- |
|                    |     |       |

| Trinidad és Tobago |

| 1971. november 30. |

| Trinidad és Tobago | 2–2 | Kuba |
| ------------------ | --- | ---- |
|                    |     |      |

| Trinidad és Tobago |

| 1971. december 1. |

| Haiti | 3–1 | Honduras |
| ----- | --- | -------- |
|       |     |          |

| Trinidad és Tobago |

| 1971. december 2. |

| Mexikó | 1–0 | Costa Rica |
| ------ | --- | ---------- |
|        |     |            |

| Trinidad és Tobago |

| 1971. december 4. |

| Mexikó | 2–1 | Honduras |
| ------ | --- | -------- |
|        |     |          |

| Trinidad és Tobago |

| 1971. december 4. |

| Haiti | 0–0 | Kuba |
| ----- | --- | ---- |
|       |     |      |

| Trinidad és Tobago |

| 1971. december 5. |

| Trinidad és Tobago | 3–1 | Costa Rica |
| ------------------ | --- | ---------- |
|                    |     |            |

| Trinidad és Tobago |

| Az 1971-es CONCACAF-bajnokság győztese |
| -------------------------------------- |
| MEXIKÓ 2. cím                          |